# Шутна (Крањ)
Шутна (словен. Šutna) је насељено место у општини Крањ, Горењска регија, Словенија.

## Историја
До територијалне реорганизације у Словенији била је у саставу старе општине Крањ.

## Становништво
У попису становништва из 2011. године, Шутна је имала 444 становника.
| Број становника према пописима | Број становника према пописима | Број становника према пописима |
| ------------------------------ | ------------------------------ | ------------------------------ |
| 1991                           | 2002                           | 2011                           |
| 398                            | 420                            | 444                            |

Напомена: Године 1984. повећано за насеље Дорфарје, које је укинуто.